# Fanuel (Getaneh)
Fanuel (imię świeckie Melaku Getaneh, ur. 1962 w Dire Dawa) – duchowny Etiopskiego Kościoła Ortodoksyjnego, od 2018 arcybiskup Waszyngtonu.

## Życiorys
Święcenia kapłańskie przyjął w 1982. Sakrę biskupią otrzymał 9 lipca 2006 jako biskup Waszyngtonu. W latach 2008–2011 był biskupem Sidamo. W 2011 został mianowany biskupem Kalifornii. 1 listopada 2018 został mianowany arcybiskupem Waszyngtonu.